# István Osztrics
István Osztrics (ur. 25 grudnia 1949 w Budapeszcie) – węgierski szpadzista, złoty medalista olimpijski i czterokrotny medalista mistrzostw świata.
Na igrzyskach olimpijskich w Monachium w 1972 roku Węgrzy w składzie: Sándor Erdős, Csaba Fenyvesi, Győző Kulcsár, Pál Schmitt i István Osztrics zdobyli złoty medal. W rywalizacji indywidualnej nie startował. Na rozgrywanych cztery lata później igrzyskach olimpijskich w Montrealu zajął czwarte miejsce indywidualnie i drużynowo. W turnieju indywidualnym, w fazie finałowej wygrał dwie z pięciu walk, przegrywając rywalizację o medal z Kulcsárem. Brał też udział w igrzyskach olimpijskich w Moskwie w 1980 roku, zajmując ósme miejsce w szpadzie drużynowej i dziewiąte w szpadzie indywidualnej.
Podczas mistrzostw świata w Göteborgu w 1973 roku wspólnie z Sándorem Erdősem, Csabą Fenyvesim, Győző Kulcsárem i Pálem Schmittem zdobył srebrny medal w zawodach drużynowych. W tej samej konkurencji Węgrzy z Osztricsem w składzie zdobywali następnie złoty medal na mistrzostwach świata w Hamburgu (1978) oraz brązowe na mistrzostwach świata w Grenoble (1974) i mistrzostwach świata w Budapeszcie (1975). Nie zdobył medalu w zawodach indywidualnych.
Był indywidualnym mistrzem Węgier w 1972 i 1976, w drużynie sięgał po złoto w 1970 i 1971.